# Lutzomyia forattinii
Lutzomyia forattinii är en tvåvingeart som beskrevs av Galati E. A. B., Rego Jr F. A., Nunes V. L. B., Teruya E. 1985. Lutzomyia forattinii ingår i släktet Lutzomyia och familjen fjärilsmyggor. Inga underarter finns listade i Catalogue of Life.